# Gymnastik vid olympiska sommarspelen 1928
Gymnastiken vid de olympiska sommarspelen 1928 i Amsterdam bestod av 8 grenar i artistisk gymnastik.

## Medaljtabell
| Pl. | Nation          | Guld | Silver | Brons | Totalt |
| --- | --------------- | ---- | ------ | ----- | ------ |
| 1   | Schweiz         | 5    | 2      | 2     | 9      |
| 2   | Tjeckoslovakien | 1    | 3      | 1     | 5      |
| 3   | Jugoslavien     | 1    | 1      | 3     | 5      |
| 4   | Nederländerna   | 1    | 0      | 0     | 1      |
| 5   | Italien         | 0    | 2      | 0     | 2      |
| 6   | Finland         | 0    | 0      | 1     | 1      |
| 6   | Storbritannien  | 0    | 0      | 1     | 1      |

## Deltagande nationer
Totalt deltog 142 gymnaster.
| - Tjeckoslovakien (8) - Finland (8) - Frankrike (20) - Storbritannien (20) - Ungern (20) - Italien (20) | - Luxemburg (8) - Nederländerna (20) - Schweiz (8) - USA (8) - Jugoslavien (8) |